# Pierre-Noël Giraud
Pour les articles homonymes, voir Giraud.
Pierre-Noël Giraud, né le 8 mars 1949 à Marseille, est un économiste français.
Il est spécialisé dans l'étude des ressources naturelles et matières premières, ainsi que de la mondialisation et des inégalités.
Il  a enseigné à l'Ecole des Mines de Paris et  à l'Université Paris-Dauphine, où il est professeur émérite. Il  est  depuis 2018 professeur affilié à l'Université Mohammed 6 Polytechnique (Maroc) où il co-dirige avec Ahmed Tritah la chaire" Economie Industrielle de l'Emergence de l'Afrique".

## Biographie

### Jeunesse et études
Pierre-Noël Giraud naît à Marseille. Il est admis à l'École polytechnique (X67), puis étudie à l'École des mines. Il entre au Corps des Mines pour faire une carrière d'enseignement et de recherche. Il obtient un master d'économie à l'université Panthéon-Sorbonne, sous la direction d'Hubert Brochier, épistémologue de l'économie.

### Parcours
Il crée en 1978, à l'invitation de Pierre Laffitte et Robert Pistre, un centre d'étude des ressources naturelles à l'École des mines de Paris : le Cerna (aujourd'hui Centre d'économie industrielle).
À partir de 1983, il collabore avec le Centre de Géopolitique  de l'Energie et des Matières Premières (CGEMP) créé par André Giraud à l'université Paris-Dauphine.
Ses premiers travaux portent sur l'économie des matières premières minérales, puis, après 1989, sur les transformations des économies d'Europe de l'est. Ces recherches s'élargissent ensuite à l'économie du capital naturel et en particulier à son rôle dans le développement de l'Afrique. Il a été co-auteur principal du chapitre 20 du deuxième rapport d'évaluation du GIEC.
Il entame, à partir de 1993, une relecture de la globalisation à l'aide de concepts, non pas en soi nouveaux, mais articulés de manière originale : territoires, nomades, sédentaires. Ces recherches sont d'abord publiées dans un essai en 1996, L'Inégalité du monde (Gallimard). Cet axe de recherche se poursuit avec La Mondialisation. Émergences et Fragmentations (2008 et 2012, éditions Sciences Humaines). Il s'attaque dans le même esprit à la finance en 2001 avec Le Commerce des promesses (Le Seuil). Avec L'Homme inutile (2015, Odile Jacob), il poursuit ses travaux sur les inégalités et leur lien avec la montée des populismes.
Avec Du Pain et des Jeux. Une économie politique des usages du temps ( 2024, Odile Jacob), il réexamine les principaux problèmes contemporains: notre rapport à la nature et à la révolution informatique, l'aggravation des inégalités d'accès, sous l'angle des usages que nous faisons de notre ressource rare ultime: le temps.
En 2000, il est l'un des fondateurs de l'Académie des technologies.
De 2015 à 2017, il publie ses principaux cours, actuellement en voie de transformation en MOOCs : Économie des matières premières (La Découverte, 2015), Principes d'économie (La Découverte, 2016), Économie des phosphates (Presses de Mines, 2017).

### Mandats
Il été membre du Conseil scientifique de l'Ademe et de EDF, membre du Conseil d'administration d'Areva. Il est depuis les années 2010 membre du conseil scientifique d'Orange  et du conseil scientifique des Journées de l'économie de Lyon (« JECOs ») .

### Distinctions
- Commandeur des Palmes académiques
- Prix Turgot et Prix du livre européen d'économie en 2001 pour Le Commerce des Promesses
- Grand prix Turgot en 2016 pour l'ensemble de son œuvre, à l'occasion de la publication de L'Homme inutile

## Théories

### Les globalisations  et le mercantilisme stratégique
Dès 1996, dans L'Inégalité du Monde, il soutient la thèse que les globalisations (des entreprises financières et numériques), tout en favorisant le rattrapage rapide des pays émergents, aggraveront les inégalités internes partout et lamineront les classes moyennes, piliers de la démocratie dans les pays riches.
Ultérieurement, il s'est prononcé, par exemple dans L'industrie française décroche-t-elle ? pour un «mercantilisme stratégique » au niveau européen et des accords avec les pays émergents concernant l'Afrique, de manière à rééquilibrer la répartition mondiale des emplois « nomades ».
En 2019, il publie une seconde édition, revue et augmentée, de "L'Inégalité du Monde" 

### La finance de marché
Dans Le Commerce des promesses (2001), il analyse la finance de marché comme intrinsèquement instable et engendrant inévitablement un « mistigri » (la somme des « promesses » de revenus futurs qui ne seront pas tenues) qui finit par éclater. Les crises de la finance de marché sont inévitables et donc prévisibles, cependant pas dans leurs dates exactes de déclenchement. Il se prononce pour une séparation entre les activités de finance de marché et de crédit.

### Les ressources naturelles et les marchés de commodités
Pierre-noël Giraud a conduit des recherches sur les ressources naturelles et les marchés de commodité depuis la création du Cerna à Mines Paris en 1978. Sa thèse de doctorat, non soutenue mais publiée aux éditions Economica en 1983,  s'intitulait « Géopolitique des ressources minières ». Il a ensuite poursuivi des recherches sur la modélisation des marchés de commodité minérale, critiquant les théories issues de thèses de Marion King Hubbert sur le "peak Oil". Avec les mathématiciens Achdou, Lasry et  Lions, il a publié en 2016 le premier  article de référence utilisant un modèle de jeu « Mean field game » pour expliquer les fluctuations des prix des commodités minérales.
Dans le domaine des ressources naturelles il a contribué dans les années 2000 avec des doctorants à des travaux théoriques et empiriques  sur évaluation du capital naturel dans plusieurs pays africains : Giraud, Ollivier : « Assessing sustainability, a comprehensive wealth accounting prospect: An application to Mozambique. Ecological Economics, 2011 et “The usefulness of sustainability indicators for policy making in developing countries: the case of Madagascar. The Journal of Environment and development. 2010. Ainsi qu’à la conception, avec l’AFD, Agence Française de Développement, de plans d’exploitation soutenable des forêts primaires du bassin du Congo.
Dans ses travaux sur le capital naturel, il soutient que nous ne rencontrons aucune contrainte du côté de l'épuisement des ressources dites épuisables, pétrole compris (nous avons déjà découvert beaucoup plus de carbone fossile que nous ne pourrons nous permettre d'en brûler si nous prenons l'effet de serre au sérieux).Il critique le pessimisme des alarmes concernant les pénuries possibles des "métaux de la transition" en soutenant que les réserves nécessaires seront continument produites, processus stimulé par l'inévitable hausse des prix. En revanche, nous avons de très sérieux problèmes de « poubelles », c'est-à-dire la destruction d'écosystèmes vivants, causée par nos émissions de déchets de toutes sortes, dont les gaz à effet de serre.

### Les inégalités sociales
Dans ses travaux les plus récents sur les inégalités, il soutient que la priorité des politiques économiques devrait être d'éradiquer « l'inutilité » économique (chômage de longue durée, non-accès à l'emploi, grande précarité dans de « petits boulots sans avenir »), « l'inutilité » croissante faisant en effet le lit des populismes. Dans son dernier livre: Du pain et des Jeux, Il approfondit son analyse des "inégalités d'accès" ( à l'éducation, à la formation, à la santé, à la ville, à une nature préservée, aux autres), qui sont les inégalités les plus graves à ses yeux, car elles fracturent la société 

### Une économie politique des usages du temps
La thèse de l' essai "Du Pain et des jeux", publié en 2024, est qu'il est urgent de s'interroger sérieusement sur l'usage que nous faisons de notre temps au regard des trois grands défis que l'avenir nous lance, à savoir : modifier profondément notre rapport à la nature ; maîtriser la révolution informatique ; réduire les inégalités. Relever ces défis exige une profonde transformation des usages que nous faisons de cette ressource rare ultime qu’est notre temps.
Partant de là, Pierre-Noël Giraud s’interroge : qu’avons-nous fait, que faisons-nous et que devrions- nous faire aujourd’hui de notre temps ? Dénonçant le scénario d’une société où des hommes économiquement inutiles seraient assistés (« le pain ») et distraits gratuitement via leur smartphone (« les jeux), il nous propose de plonger dans l’histoire longue pour examiner nos différents usages du temps et les confronter aux défis du présent.
Ce faisant, il renouvelle profondément les débats contemporains : intégrant les temps non-marchands à son analyse (temps domestique, temps libre), soulignant l’importance des inégalités d’accès (aux temps de formation, de soin), il nous invite à revoir en profondeur les usages que nous faisons collectivement et individuellement du temps. Et nous met en garde : si nous ne nous y attaquons pas sérieusement, le scénario d’une société de pain et de jeux pourrait devenir réalité.

## Publications (principaux essais manuels et contributions)
- Du Pain et des Jeux. Une économie politique des usages du temps, Paris, Odile Jacob, 2024
- L'Inégalité du monde. Économie du monde contemporain, Nouvelle édition revue et augmentée, Paris, Gallimard, coll. « Folio actuel », 2019, 493 p. [1re édition, coll. « Folio actuel », 1996, 352 p.].
- L'Homme inutile : une économie politique du populisme, Paris, Odile Jacob, coll. « Poches », 2018 (version remaniée et actualisée de l'édition de 2015).
- Économie des phosphates, Presses de Mines, 2017.
- Richesses de la Nature, pauvreté des Nations. Essai sur la malédiction de la rente minière et pétrolière en Afrique (en coll.) Presses des Mines, 2016.
- Principes d'économie, Paris, La Découverte, 2016.
- L'Homme inutile : du bon usage de l'économie, Odile Jacob, 2015
- Économie des matières premières (avec Timothée Olivier), Paris, La Découverte, 2015
- Ressources naturelles et croissance verte: au-delà des illusions in Jacques Mistral (Dir.) Le climat va-t-il changer le capitalisme ? La grande mutation du XXIe siècle, Paris, Éditions Eyrolles, 2015, p. 97 - 108.
- L'industrie française décroche-t-elle ?, avec Thierry Weil, La Documentation française, 2013
- Les Globalisations. Émergences et fragmentations, Paris, Sciences humaines éditions, 2008, 2012 et 2018
- Le Commerce des promesses, Paris, Seuil, 2001, rééd. 2009, coll. « Point/Seuil » Prix Turgot et Prix du livre européen d'économie, 2001.